# Лэоу, Лесли
Лесли Лэоу (род. 18 октября 1956) — сингапурский шахматист, международный мастер (1983).
В составе сборной Сингапура участник 6-и Олимпиад (1970, 1974, 1982—1984, 1990—1992) и 3-го командного чемпионата Азии (1979).